# Фюссе
Фюссе́ (фр. Fussey) — коммуна во Франции, находится в регионе Бургундия. Департамент коммуны — Кот-д’Ор. Входит в состав кантона Нюи-Сен-Жорж. Округ коммуны — Бон.
Код INSEE коммуны — 21289.

## Население
Население коммуны на 2010 год составляло 112 человек.
| 1962 | 1968 | 1975 | 1982 | 1990 | 1999 | 2010 |
| ---- | ---- | ---- | ---- | ---- | ---- | ---- |
| 94   | 100  | 80   | 73   | 84   | 98   | 112  |

## Экономика
В 2010 году среди 71 человека трудоспособного возраста (15—64 лет) 58 были экономически активными, 13 — неактивными (показатель активности — 81,7 %, в 1999 году было 80,9 %). Из 58 активных жителей работали 56 человек (28 мужчин и 28 женщин), безработных было 2 (2 мужчин и 0 женщин). Среди 13 неактивных 5 человек были учениками или студентами, 7 — пенсионерами, 1 был неактивным по другим причинам.